# Comuna Mokre, Baranivka
Mokre (în ucraineană Мокренська сільська рада) este o comună în raionul Baranivka, regiunea Jîtomîr, Ucraina, formată din satele Mokre (reședința), Veresna, Zabara și Zakrînîcicea.

## Demografie
Componența lingvistică a satului Mokre
     Ucraineană (99,16%)
     Alte limbi (0,84%)
Conform recensământului din 2001, majoritatea populației satului Mokre era vorbitoare de ucraineană (99,16%), existând în minoritate și vorbitori de alte limbi.